# Анналиса Браакенсийк
Анналиса Браакенсийк (на норвежки: Annalise Braakensiek, Аналисе Брокенсиек) е австралийска актриса и фотомодел от норвежки произход . Родена е в град Сидни и знае пет езика: английски, немски, холандски, японски и италиански.